# Собор Святих Петра і Павла (Нант)
Собо́р Святи́х Петра́ і Павла́, рідше Нантський собор (фр. Cathédrale Saint-Pierre et Saint-Paul, брет. Iliz-Veur Sant-Pêr-ha-Sant-Paol Naoned) у Нанті — католицький кафедральний собор Нантської єпархії в місті Нант у Бретані, Франція.
Храм є культурною та культовою пам'яткою та від 1862 року є історичним надбанням Франції.
Собор Святих Петра й Павла в Нанті є найбільшою готичною церквою Бретані й однією з найбільших у державі, лише на 6 м поступаючись загальною висотою славетному паризькому Нотр-Даму де Парі, а за висотою нефу під склепінням навіть випереджаючи його.

## Опис

### Зовнішній вигляд

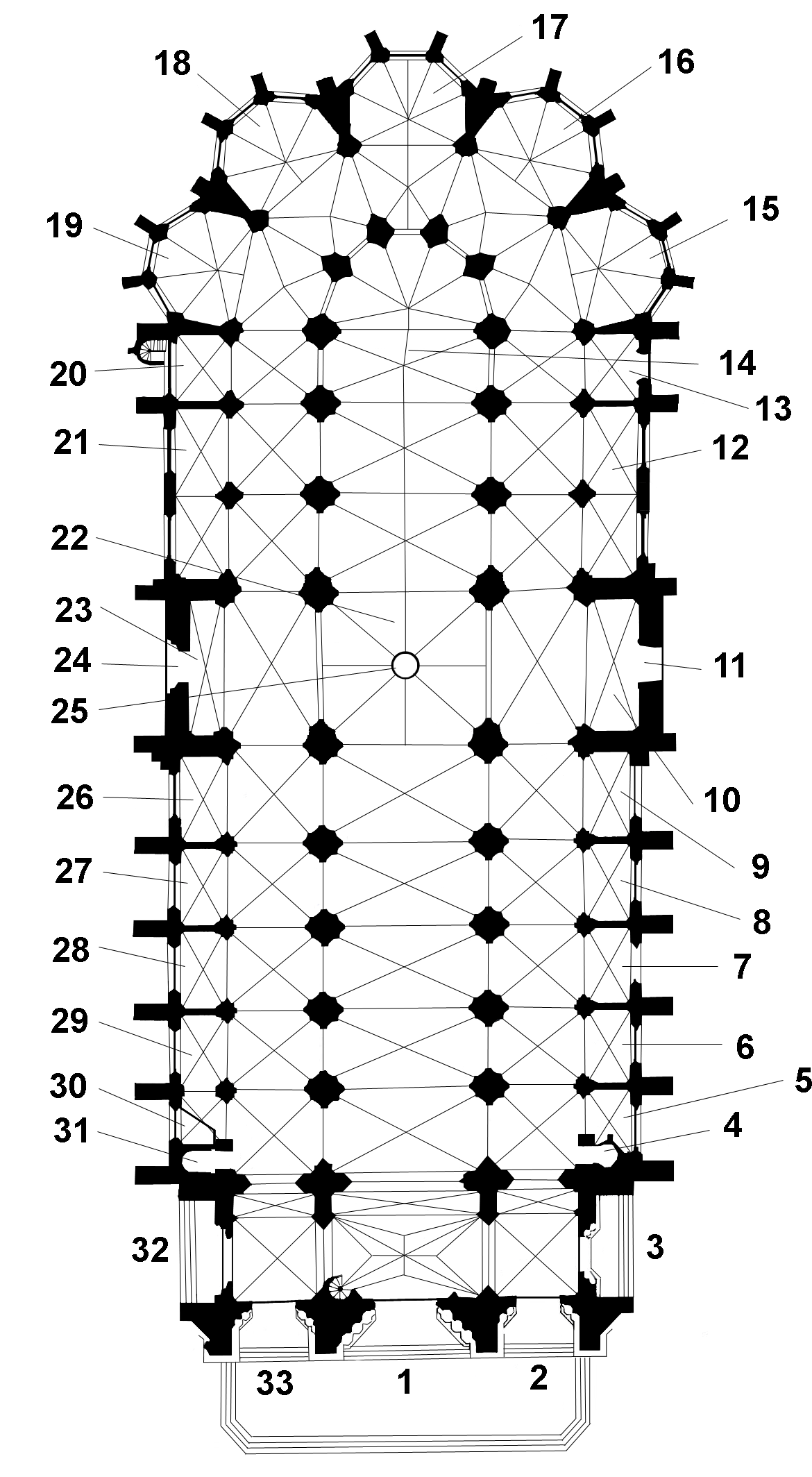
План Собору в розрізі

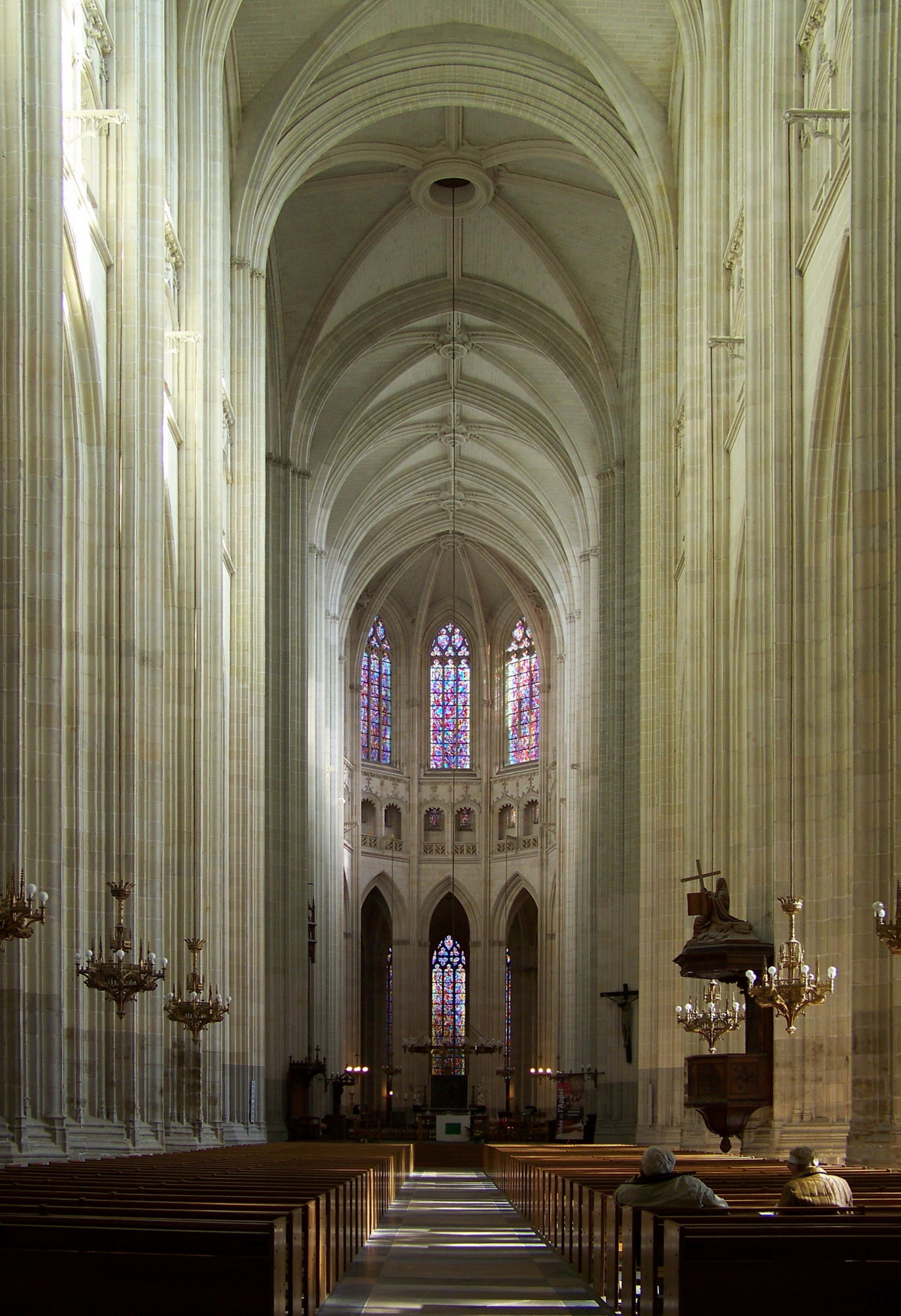
Неф собору

Розміри Нантського Собору Святих Петра і Павла:
- висота башт — 63 м;
- висота даху — 49 м;
- висота нефу — 37,5 м;
- ширина приміщення — 38,5 м;
- довжина приміщення — 103 м;
- довжина вівтаря — 30 м.

Домінантами фасаду будівлі Собору є дві масивні башти, суворо витримані в готичній традиції. Інші характерні риси будівлі — 1) наявність зовнішнього амвона для проповідування перед вуличним натовпом; 2) п'ять розкішно оздоблених порталів собору — три у фасадній частині, і два по боках (див. План Собору — 1. головна брама, 2. брама Св. Павла, 3. брама Св. Іва, 32. брама Святих Донатієна і Роґатієна, 33. брама Святого Петра).

### Внутрішнє оздоблення
Пласкість фасаду значно компенсується могутністю і складним плануванням інтер'єру будівлі. А вражаючі розміри нефу і притворів створюють ефект широти простору і готичну атмосферу будівлі, який доповнюють масивні колони.
Білизну каміння мурів споруди досягнуто під час останньої (1970—1980-і роки) реставрації.
Всередині храму містяться:
- Поховальні урни визначних діячів Бретані, зокрема Франциска II, герцога Бретанського (див. План Собору — 10.).
- Кенотаф генерала де Ламорсьєра (фр. de Lamoricière) (на плані 23.) та монумент, споруджений 1878 року, на його честь.

## Історія храму

### Передісторія
Сучасний Собор Святих Петра і Павла у Нанті, що будувався протягом 457 років (у період від 1434 до 1891 року), — четверта за ліком церква на цьому місці. Предтечами собору були ранньохристиянська римська каплиця у Намнеті (Нанті, III ст.), маловідомий собор VI чорічя і собор у романському стилі XI століття.
Засновником першої каплиці, де вшановувались реліквії (гвіздки від хреста) Святого апостола Петра, вважається перший нантський єпископ святий Клер.
Собор VI століття був освячений за єпископа Фелікса I (550—82). У плані ця базиліка була хрестоподібною, як і собори Турський та Ам'єнський.
843 року під час норманнських набігів вікінгами було вбито єпископа Гохарда разом з паствою.
Близько 1080 року, за святительства Бенедикта Корнуайського, було зведено романський собор, від якого дотепер збереглася крипта й декілька капітелей колон.

### Будівництво
Сучасний собор почали будувати в XV столітті зодчі Ґійом де Даммартен і Матюрен Родьє на чолі з герцогом Бретані Іоанном V. За задумом будівництво собору мало на меті оформити легітимізацію Іоанна V після Війни за бретонську спадщину. Відтак, 14 квітня 1434 року єпископ Жан де Малеструа заклав перший камінь у підвалини собору. Отже, як і чимало інших готичних храмів, Нантський собор було зведено на рештках його романського попередника, поступово інкорпоруючи і перебудовуючи стару будівлю.

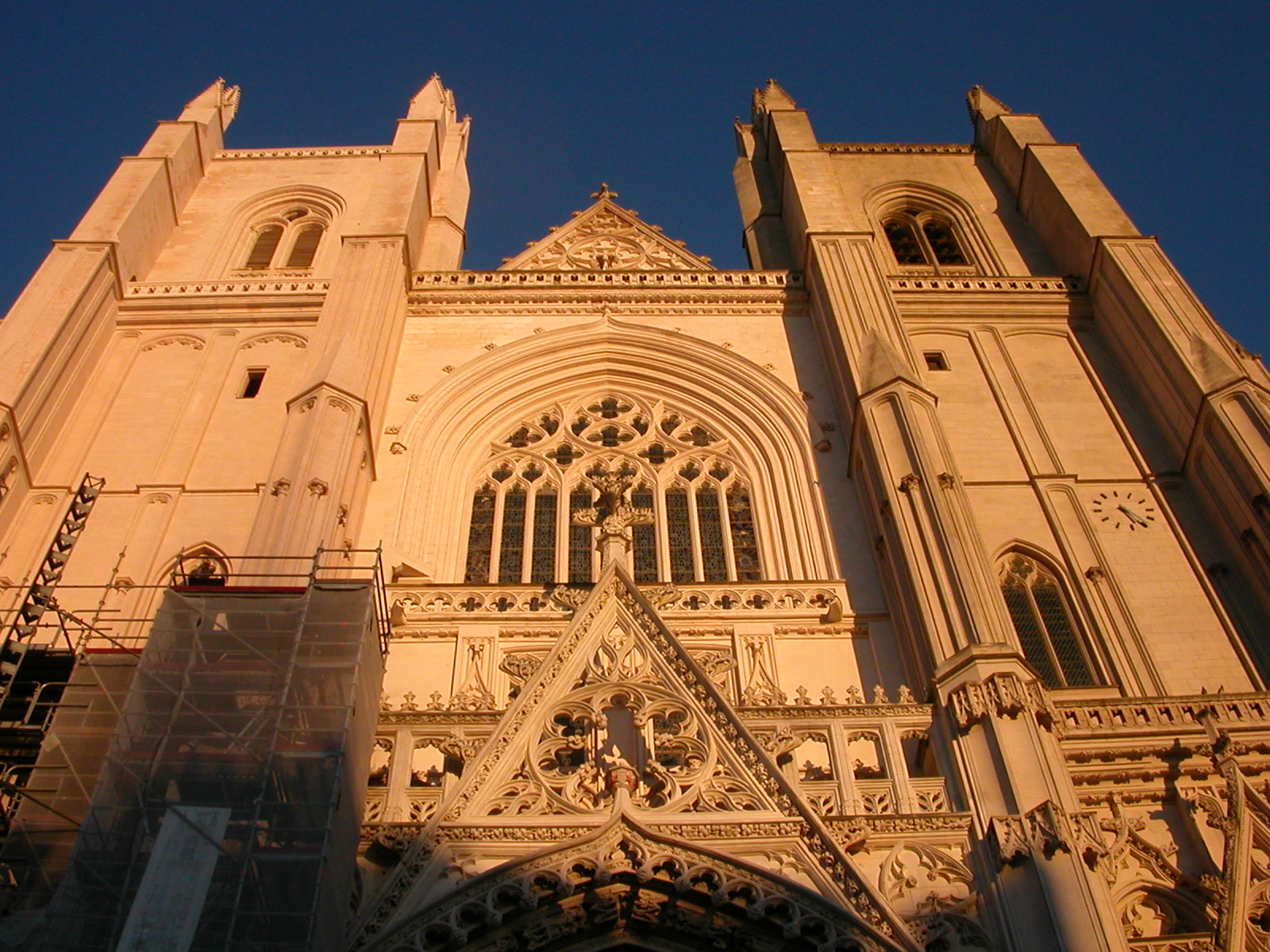
Фото фасаду собору, зроблене в січні 2008 року. Чітко видно, що північна башта має інший колір, адже тривають реставраційні роботи.

Головний портал Собору було завершено до 1481 року. Відтоді він використовувався для урочистих входин бретанських герцогів, а потому — і французьких королів.
Будівництво соборних веж закінчили до 1508 року, а готичні склепіння нефу й аркбутани — взагалі лише в XVII столітті. І тільки після завершення будівництва апсид у XIX столітті нарешті 14 грудня 1891 року весь нантський Собор Святих Петра і Павла було освячено єпископом Лекоком.
Під час Другої світової війни собор значно постраждав внаслідок бомбардувань 1944 року, і потребував реставрації. У повоєнний час, у 1970—1980-і роки, таку реставрацію було здійснено. В цей же час, 1978—88 роки, архітектурний ансамбль будівлі доповнено вітражами, які виготовив художник Жан де Моаль. У 2000-х роках (роботи звершено у вересні 2008 року) відновлено середньовічний вигляд західного фасаду.
18 липня 2020 в соборі сталася нова пожежа. Поліцією було виявлено, що пожежа почалася вранці з трьох осередків вогню всередині будівлі. Пожежею було знищено орган XV століття та передні вітражі XVI століття. Основною версією пожежі попередньо вважається навмисний підпал. Пожежу було ліквідовано лише пізно увечері того ж дня. 19 липня було затримано 39-літнього мігранта з Руанди, якого підозрюють у підпалі храму. Врешті, 26 липня, підозрюваний у підпалі собору зізнався у злочині. Біженець працював волонтером у соборі. Його було затримано відразу після пожежі, але згодом відпущено.

## Цікаві факти і події
З Нантським Собором Святих Петра і Павла пов'язана низка як доленосних, так і трагічних, і просто цікавих подій:
- 26 жовтня 1440 року, незабаром після зведення сучасної будівлі храму, саме в ньому перед публічною стратою покаявся маршал Франції Жиль де Ре, що увійшов до історії під прізвиськом Синя Борода;
- у головний портал собору входив французький король Генріх IV, що прибув до міста для підписання Нантського едикту 1598 року;
- 5 вересня 1661 року на майдані перед собором д'Артаньян за наказом короля Людовика XIV арештував Ніколя Фуке;
- Проти ночі 11 листопада 1940 року в окупованому німецькими фашистами Нанті герой Французького Опору 19-річний Мішель Даба на одній з веж собору здійняв французький національний прапор. 8 серпня 1941 року його виказав зрадник. Героя засудили до 4 місяців ув'язнення, але 22 жовтня того ж року разом з іншими нантськими заручниками розстріляли у відповідь на вбивство в Нанті підполковника вермахту Карла Гоца;
- під час повоєнної реставрації собору 1972 року під склепінням храму знялася велика пожежа (через забутий одним із робітників паяльник), що зруйнувала частину несучих конструкцій, відтак собор було зачинено на 3 роки і всі роботи в ньому припинено, а коли реставраційні роботи поновилися, то тривали ще довго, включно з 1980-ми роками.

## Галерея

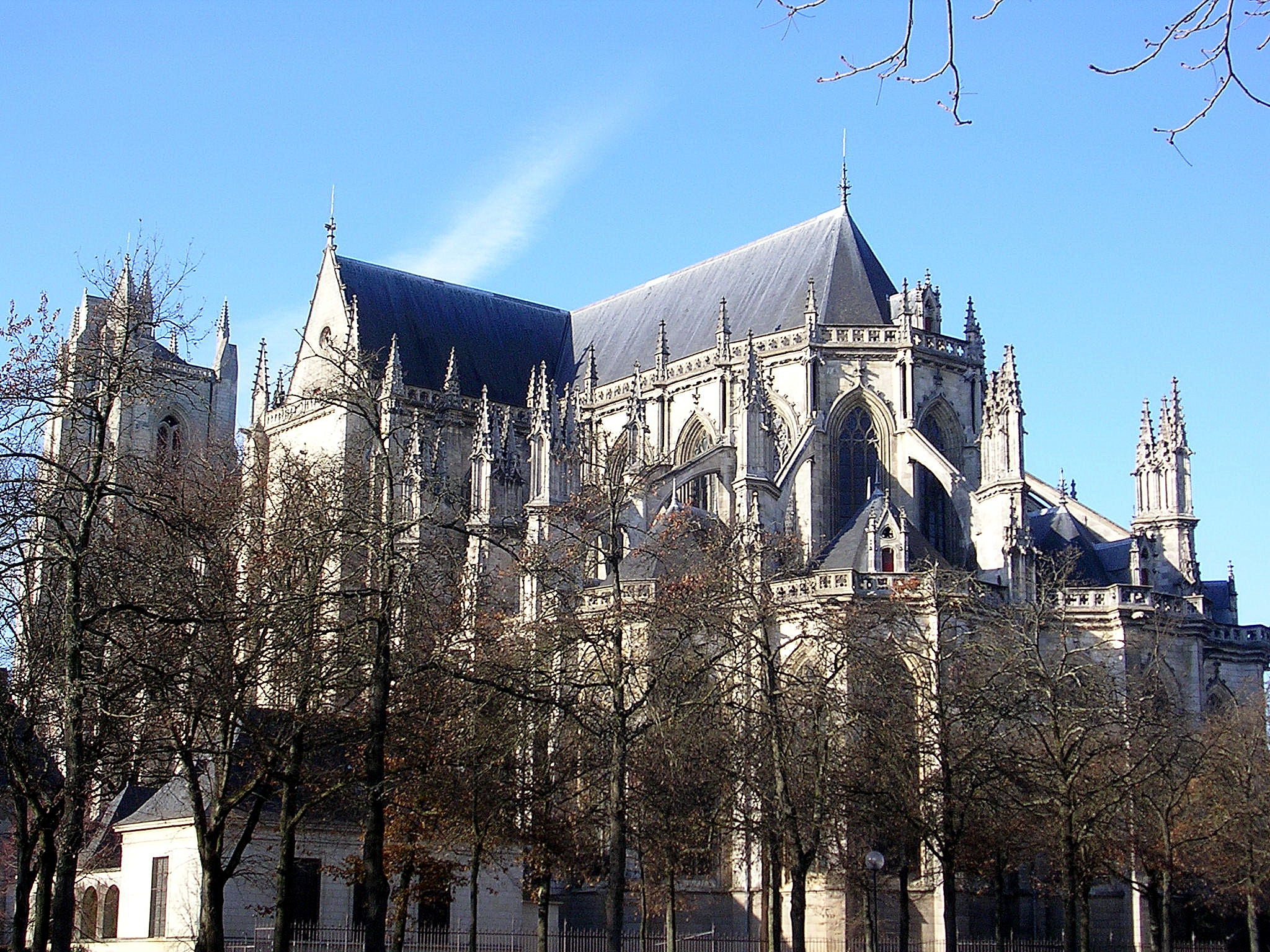
Вигляд собору з боку хорів
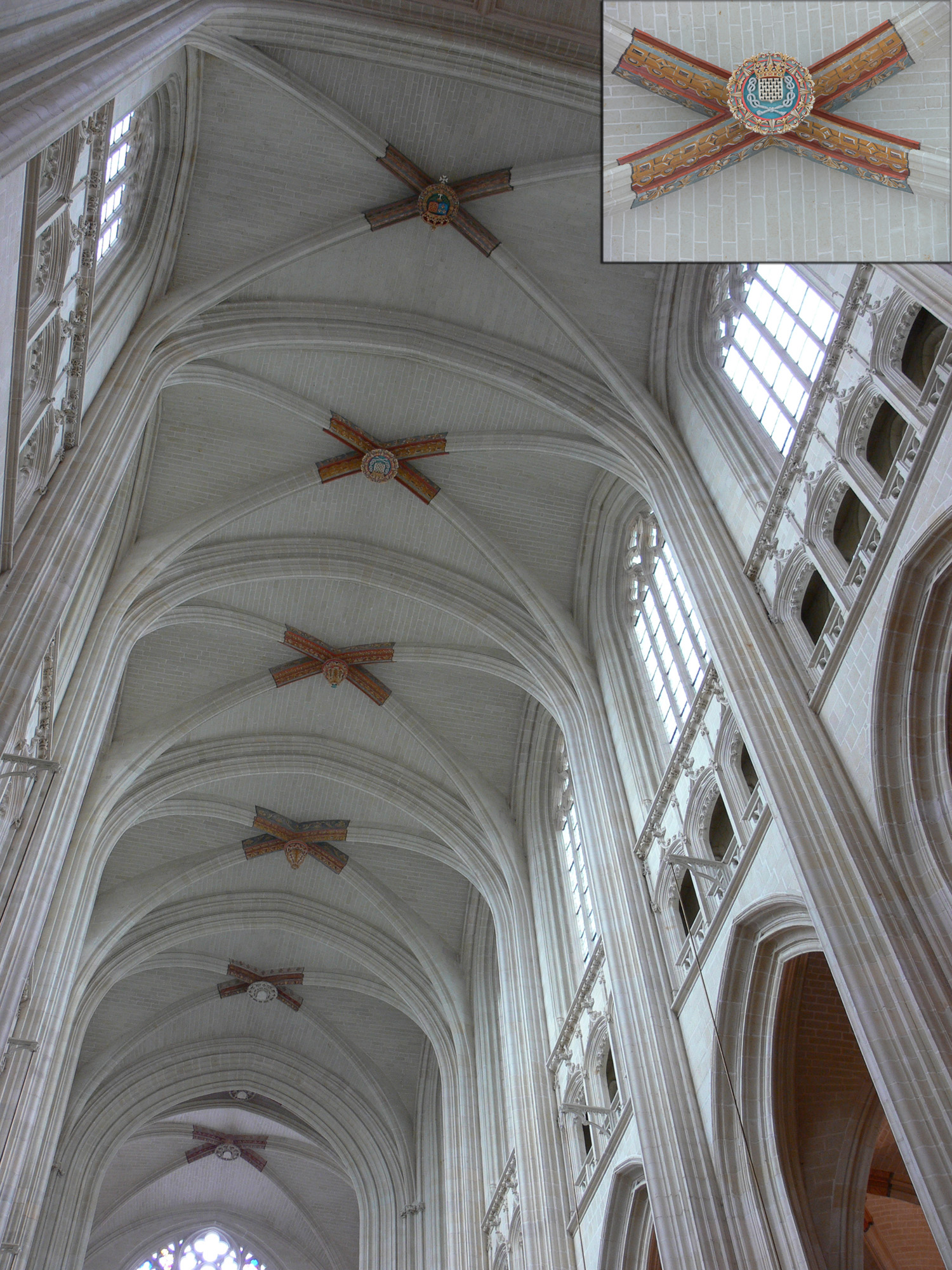
Склепіння нефу; в окремій картинці — фрагмент склепіння зі зразком орнаменту
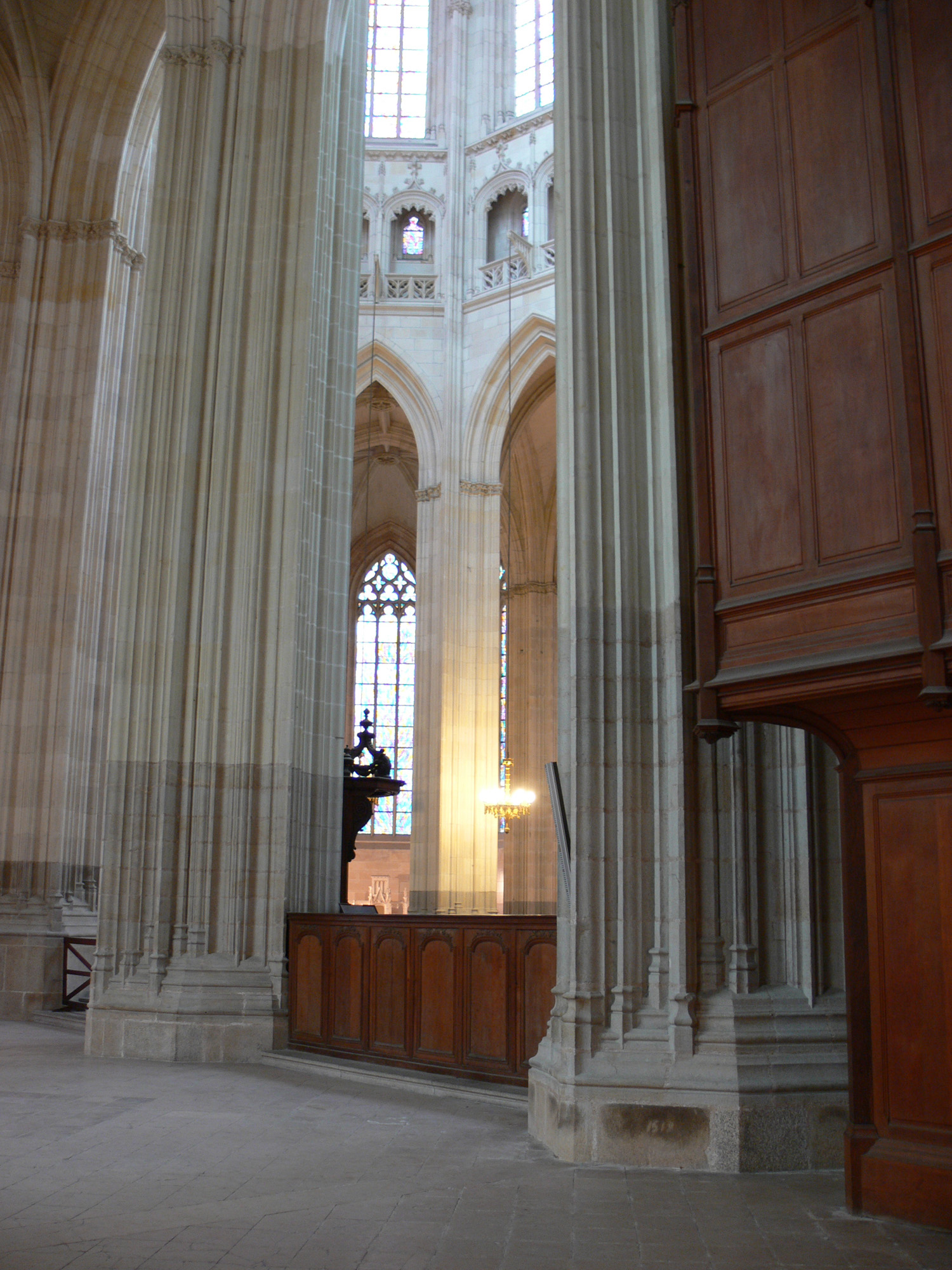
Колони є яскравими взірцями пізньоготичної архітектури
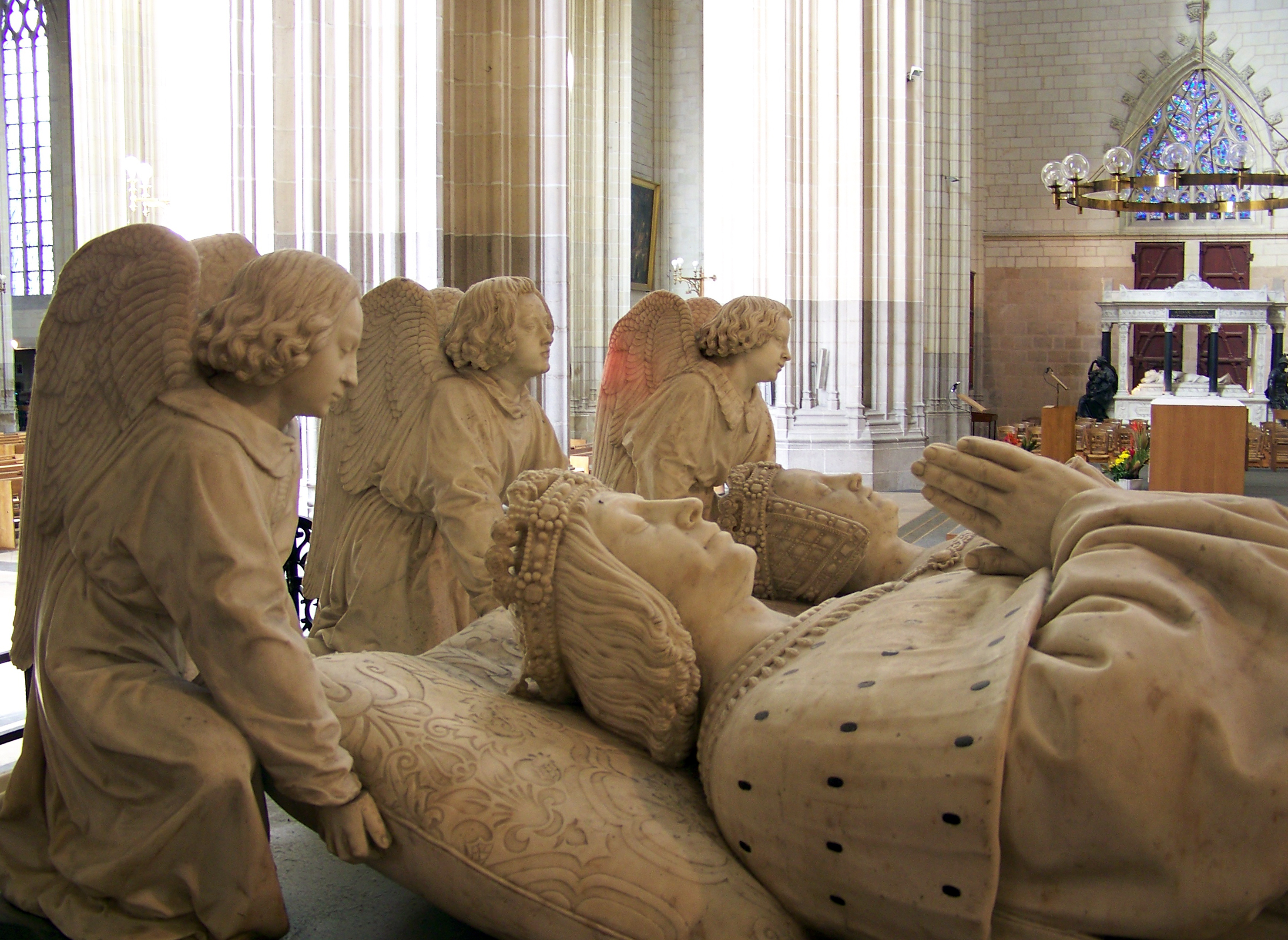
Надгробок Франциска ІІ і Маргарити де Фуа

## Виноски
1. 1 2  base Mérimée — ministère de la Culture, 1978.
2. ↑  Нантськський собор [Архівовано 18 липня 2020 у Wayback Machine.] База Меріме, № PA00108654 31.08.2009 (фр.)
3. ↑  Собор Святих Петра і Павла і Нанті на www.catholic.org. Архів оригіналу за 23 листопада 2010. Процитовано 6 вересня 2009.
4. ↑  ПВлада розглядає пожежу у Нантському соборі як злочинне діяння — прокурор — УНІАН. Архів оригіналу за 18 липня 2020. Процитовано 18 липня 2020.
5. ↑  Назвали можливу причину пожежі в Нантському соборі. Слово і Діло (укр.). Архів оригіналу за 19 липня 2020. Процитовано 19 липня 2020.
6. ↑  Пожежу в Нантському соборі загасили. РБК-Украина (рос.). Архів оригіналу за 19 липня 2020. Процитовано 19 липня 2020.
7. ↑  У Франції затримали підозрюваного у можливому підпалі Нантського собору. РБК-Украина (рос.). Архів оригіналу за 19 липня 2020. Процитовано 19 липня 2020.
8. ↑  Підозрюваний у підпалі Нантського собору зізнався у злочині. РБК-Украина (рос.). Архів оригіналу за 26 липня 2020. Процитовано 26 липня 2020.
9. ↑  Incendie à la cathédrale de Nantes: le bénévole du diocèse est passé aux aveux et a été écroué. BFMTV (фр.). Архів оригіналу за 27 липня 2020. Процитовано 26 липня 2020.